# 薩賈瓦
48°49′37″N 24°28′54″E / 48.82694°N 24.48167°E
薩賈瓦（羅馬化：Sadzhava）是烏克蘭西部的村莊，隸屬伊萬諾-弗蘭科夫斯克州的伊萬諾-弗蘭科夫斯克區。該村面積18平方公里，2001年人口1,825，人口密度每平方公里101.4人。